# Осадчук Віктор Олександрович
Віктор Олександрович Осадчук (нар. 22 грудня 1934, Одеса, УРСР — пом. 16 лютого 2016, Чернівці, Україна) — радянський футболіст та тренер, півзахисник. Один з найкращих гравців в історії чернівецької «Буковини». Також один з рекордсменів чернівецької команди за кількістю проведених матчів (є першим футболістом, який досяг позначки в 200 матчів).

## Життєпис
Вихованець одеського футболу, у футбол розпочинав грати в одеському СКА. У 1958—1959 роках захищав кольори одеського «Чорноморця» (32 матчі, 3 голи — в першості, 3 матчі — у кубку СРСР). У 1960—1965 роках разом із своїм товаришем Муратом Церіковим грав за чернівецький «Авангард» («Буковина») — 204 матчі (7 м'ячів).
Протягом шести сезонів був одним з лідерів команди. Особливо вдалим для Осадчука став сезон 1963 року, в якому зіграв 40 матчів (4 голи). Віктор перший футболіст чернівецької «Буковини», який досяг позначки в 200 матчів. А в позначку в 100 ігор його обігнав, саме його друг Мурат.
Після завершення кар'єри гравця залишився в Чернівцях, де працював тренером у «Трудових резервах» («Гарті») й аматорських командах Чернівецької області «Гравітон» та «Метеор» (Чернівці). В різний час під його керівництвом тренувалися такі буковинські футболісти, як Сергій Шмундяк, Дмитро Білоус, Сергій Черняк, а також чемпіон СРСР 1983 складі дніпропетровського «Дніпра» і тренер Микола Павлов.
Помер у 2016 у віці 81 року.